# Топп, Шейн
Шейн Роберт Топп (англ. Shayne Robert Topp, род. 14 сентября 1991) — американский актёр и комик, наиболее известный по работе на YouTube-канале Smosh, актёром которого он является с 2015 года. Он также известен своей ролью Шейна Забо в шоу «Как попало!» на канале Disney и в роли Мэтта Брэдли в сериале «Голдберги» на канале ABC.

## Биография
Родился 14 сентября 1991 года во Флориде в семье Кэтрин Топп (урожденной Персон) и летчика-истребителя Роберта Ройала Топпа. Вырос в городе Финикс, штат Аризона, но, будучи подростком, переехал в Лос-Анджелес, штат Калифорния, где ходил в среднюю школу для молодых актеров, чтобы иметь возможность продолжать играть, пока ходит в школу.
Топп начал свою карьеру в качестве актера с главной роли в фильме 2006 года «Лунный пирог», а позже сыграл гостевую роль в сериале Nickelodeon «АйКарли». В 2009 году он получил приз жюри на кинофестивале в Лос-Анджелесе за роль в фильме «Дорогой Лемон Лайма». В 2012 году Топп был актером в шоу «Как попало!» вместе с другим будущим участником Smosh Дэмиеном Хаасом.
Топп играл персонажа Мэтта Брэдли в сериале ABC «Голдберги» в 4–10 сезонах с 2017 по 2023 год, а также повторил свою роль в эпизодической роли в спин-оффе сериала «Обученные».
Топп также имеет опыт работы в театре: он участвовал в спектаклях «Лучший рождественский спектакль всех времен» в Wonderworks Theatre Company и «Вилли Вонка и шоколадная фабрика» в театре Хайленд-Лейкс (в главной роли). Кроме того, он снимался в рекламе.

## Личная жизнь
Топп получил степень по психологии в Университете штата Аризона, которую он получил в 2019 году после десяти лет периодического онлайн-обучения.
29 марта 2024 года Топп женился на коллеге по актерскому составу Smosh Кортни Миллер в здании суда округа Санта-Барбара. Они намеренно решили объявить о своем бракосочетании в День смеха.

## Фильмография
| Год          |     | Русское название        | Оригинальное название  | Роль                                                |
| ------------ | --- | ----------------------- | ---------------------- | --------------------------------------------------- |
| 2006         | ф   | Лунный пирог            | Moonpie                | Джон Пол / англ. John Paul                          |
| 2008—2008    | с   | АйКарли                 | iCarly                 | Филлип Браунли / англ. Philip Brownley              |
| 2009         | ф   | Дорогой Лемон Лайма     | Dear Lemon Lima        | Филлип Джорджи / англ. Philip Georgey               |
| 2010—2010    | с   | Элай Стоун              | Eli Stone              | Молодой Нэйтан Стоун / англ. Young Nathan Stone     |
| 2011         | кор | Все дети важны          | All Kids Count         | Кори / англ. Corey                                  |
| 2011—2011    | с   | Любовь кусается         | Love Bites             | Иан / англ. Ian                                     |
| 2012—2012    | с   | Шоу Фреда               | Fred: The Show         | Стив / англ. Steve                                  |
| 2012—2012    | с   | Как попало!             | So Random!             | Шейн Забо / англ. Shayne Zabo                       |
| 2013         | кор | Нарушение               | The Violation          | Оскар Хайм / англ. Oscar Heim                       |
| 2013         | кор | Первый                  | First                  | Рик / англ. Rick                                    |
| 2013—2013    | с   | Сэм и Кэт               | Sam & Cat              | Вэнс Андерсон / англ. Vance Anderson                |
| 2013—2013    | вс  | Что будет с Сарой?      | What's Next for Sarah? | Чед / англ. Chad                                    |
| 2015 — н. в. | вс  | Smosh                   | Smosh                  | Играет самого себя / англ. Himself                  |
| 2015—2015    | с   | Их перепутали в роддоме | Switched at Birth      | Тейлор Халстед / англ. Taylor Halsted               |
| 2015—2015    | с   | Опасный Генри           | Henry Danger           | Деннис / англ. Dennis                               |
| 2015—2015    | с   | Astrid Clover           | Astrid Clover          | Полицейский с электрошокером / англ. Cop with Taser |
| 2017—2023    | с   | Голдберги               | The Goldbergs          | Мэтт Брэдли / англ. Matt Bradley                    |
| 2019—2019    | с   | Обученные               | Schooled               | Мэтт Брэдли / англ. Matt Bradley                    |

## Награды и номинации
| Год  | Фильм               | Премия                    | Категория                               | Результат |
| ---- | ------------------- | ------------------------- | --------------------------------------- | --------- |
| 2009 | Дорогой Лемон Лайма | Los Angeles Film Festival | Выдающаяся роль                         | Победа    |
| 2010 | Дорогой Лемон Лайма | Method Fest               | Лучший актерский состав                 | Победа    |
| 2014 | Дорогой Лемон Лайма | Young Hollywood Awards    | Новое захватывающее лицо (среди мужчин) | Номинация |